# Jean-René Adam
Jean-René Adam (* 1964 in Weida) ist ein rechtsextremer deutscher Politiker (AfD). Er ist seit 2024 Mitglied des Landtags Brandenburg.

## Leben
Adam absolvierte von 1981 bis 1984 eine Ausbildung zum Instandhaltungsmechaniker. Er ist Vater dreier Kinder und lebt im Karstädter Ortsteil Blüthen.

## Politik
Adam war von 1992 bis 1995 zunächst Mitglied der CDU. Seit 2015 ist er Mitglied der AfD. Er ist Kreisvorsitzender der AfD im Landkreis Prignitz. Seit 2019 ist er Mitglied des Kreistags des Landkreises Prignitz und der Gemeindevertretung von Karstädt. 2022 kandidierte Adam bei der Landratswahl im Landkreis Prignitz, erhielt jedoch lediglich 11 Prozent der Stimmen.
Bei der Landtagswahl in Brandenburg 2024 wurde Adam über das Direktmandat im Landtagswahlkreis Prignitz I in den Landtag gewählt. Er ist europapolitischer Sprecher der AfD Fraktion und Mitglied im Petitionsausschuss, des Ausschusses für Wissenschaft, Forschung und Kultur und im Ausschuss für Europaangelegenheiten und Entwicklungspolitik.